# Enargia cinerea
Enargia cinerea är en fjärilsart som beskrevs av Heinrich. Enargia cinerea ingår i släktet Enargia och familjen nattflyn. Inga underarter finns listade i Catalogue of Life.